# Academia Riograndense de Letras
La Academia Riograndense de Letras es una organización cuyo objetivo es cultivar las letras y el estímulo de la cultura en el estado de Río Grande del Sur, Brasil. 
La academia fue fundada el 1 de diciembre de 1901 con 25 miembros fundadores, la mayor parte de ellos relacionados con la prensa. Su instalación se dio en sesión solemne en el Club do Comércio el día 10 de mayo de 1902. El 11 de junio de 1910 fue reinaugurada con el nombre de Academia de Letras do Rio Grande do Sul. El 20 de octubre de 1932 se funda el Instituto Riograndense de Letras. En esa misma época, la Academia tenía un periodo de inactividad que fue brevemente interrumpido en 1934. En 1944, la Academia retoma su nombre original producto de la fusión de la Academia Riograndense de Letras y la Academia de Letras de Río Grande del Sur.